# José Baptista Pinheiro de Azevedo
José Baptista Pinheiro de Azevedoⓘ (* 5. Juni 1917 in Luanda; † 10. August 1983 in Lissabon) war ein Militär und portugiesischer Politiker und vom 19. September 1975 bis zum 23. Juli 1976 Ministerpräsident seines Landes.

## Leben
Pinheiro de Azevedo trat mit 17 Jahren in die Marineakademie ein. Seine Karriere führte ihn unter anderem nach London, wo er von 1968 bis 1971 als Marineattachée an der portugiesischen Botschaft tätig war. Er stieg innerhalb der Marine bis zum Admiral auf.

### Nach der Nelkenrevolution
Als Militär unterstützte er die Nelkenrevolution, den Aufstand des Militärs gegen die Diktatur des Estado Novo. Er war Mitglied des Nationalen Rettungrates, der nach der Nelkenrevolution die Regierung in Portugal übernahm.
Nach der Nelkenrevolution kam es sehr schnell zu Auseinandersetzungen innerhalb der Armee und Gesellschaft um den zukünftigen Kurs des Landes. Ein eher konservativer Flügel, repräsentiert von vor allem älteren hochrangigen Offizieren wie den Generälen Spínola und da Costa Gomes und konservativen Politikern wie Francisco Sá Carneiro standen dabei radikal-sozialistische Strömungen innerhalb des MFA gegenüber, die vor allem von jüngeren Offizieren wie Hauptmann Otelo Saraiva de Carvalho getragen wurden. Zunächst sah es so aus, als wenn die radikaleren Elemente den Sieg erringen würden, so musste General Spínola, der erste Präsident nach der Nelkenrevolution, mit Vasco Gonçalves 1974 einen Repräsentanten des radikalen Flügels zum Ministerpräsidenten ernennen. Später trat Spínola, da er der Radikalen nicht mehr Herr wurde, zurück, und musste nach einem gescheiterten Putsch seiner Anhänger (11. März 1975) sogar das Land verlassen. Gegen den vermeintlichen Sieg der Radikalen bildete sich nun, auch innerhalb des MFA selbst, eine Gegenbewegung. Die radikalen Kräfte innerhalb des MFA veröffentlichen mit ihrem Manifest „Für den Aufbau einer sozialistischen Gesellschaft in Portugal“ ein dezidiert sozialistisches Programm, dagegen bildet sich innerhalb des MFA die „Gruppe der Neun“ unter der Führung des Hauptmanns Melo Antunes, die einen Gegenentwurf veröffentlichten. Diese Spaltungen innerhalb des MFA erlaubten General da Costa Gomes, dem Nachfolger von Spínola als Präsidenten, und selbst ein Anhänger des gemäßigten Flügels, die Regierung Vasco Gonçalves am 19. September 1975 zu entlassen und den gemäßigteren Pinheiro de Azevedo zum neuen Ministerpräsidenten zu berufen.

### Amtszeit als Ministerpräsident
Pinheiro de Azevedo übernahm die Regierung des Landes in einer entscheidenden Phase. Das Schicksal des Landes stand „auf Messers Schneide“, sowohl ein Abgleiten des Landes in das sozialistische Lager als auch die Entwicklung einer repräsentativen Demokratie erschienen denkbar. Kurz vor Amtsantritt der Regierung de Azevedo hatten in Portugal Wahlen zu einer Verfassunggebenden Versammlung stattgefunden, die von den gemäßigteren zentristisch und sozialistischen Kräften gewonnen wurden. Die Radikalen sahen durch diese Wahlniederlage und durch den Regierungswechsel von Vasco Gonçalves zu Pinheiro de Azevedo die sozialistischen  „Errungenschaften“ der Nelkenrevolution in Gefahr, zur Verteidigung derselben bildete sich eine radikale Soldatengruppe SUV (Soldados Unidos Vencerão, die vereinigten Soldaten werden siegen). Es kam zum „Heißen Sommer 1975“ einer bürgerkriegsähnlichen Situation in Portugal. SUV, gemeinsam mit der Kommunistischen Partei Portugals und radikalen Gewerkschaften riefen zu Massendemonstrationen auf, ein Radiosender, der während der Nelkenrevolution eine prominente Rolle gespielt hat, wurde von Radikalen besetzt und schließlich von Regierungstruppen gesprengt. Große Landgüter wurden illegal von landlosen Landarbeitern besetzt, die Großgrundbesitzer stellten dagegen rechtsgerichtete Guerillagruppen auf.
Am 25. November 1975 kam es schließlich zur Entscheidung. Radikalisierte Soldaten meuterten gegen ihre Vorgesetzten. Nachdem es Präsident da Costa Gomes und der Regierung de Azevedo gelungen war, mit den Kommunisten ein Stillhalteabkommen zu schließen, ging die Regierung zum Gegenangriff über. Der Ausnahmezustand wurde verhängt, dem neu zum Oberbefehlshaber der Streitkräfte berufenen General António Ramalho Eanes gelang es relativ schnell, die Meuterei mit militärischen Mitteln zu beenden. Trotzdem kam es auch im Jahr 1976 noch zu weiteren Unruhen, so Massendemonstrationen, die die Amnestierung der an dem Putsch vom 25. November beteiligten Soldaten forderten und einer Welle von Bombenattentaten gegen linksgerichtete Politiker.
Es war das große Verdienst der Regierung de Azevedo in diesen turbulenten Zeiten beharrlich auf die Rückkehr des Landes zu verfassungsmäßigen Zuständen hinzuarbeiten. So trat am 2. April 1976 die von der Verfassunggebenden Versammlung erarbeitete neue Verfassung in Kraft, nach dieser Verfassung wurden am 25. April 1976 zum ersten Mal Parlamentswahlen durchgeführt. Die Wahlen wurden von der Sozialistischen Partei (PS) gewonnen, auch wenn diese keine eigene Mehrheit erreichte. Die de Azevedo nahestehenden zentristischen und christdemokratischen Parteien kamen nur auf den zweiten und dritten Platz. Ebenfalls nach der neuen Verfassung wurden am 27. Juni Präsidentschaftswahlen durchgeführt, für die auch de Azevedo kandidierte. Er kam allerdings, hinter dem Wahlsieger General Eanes und Hauptmann Otelo, der die radikal-sozialistischen Strömungen repräsentierte, nur auf den dritten Platz mit 14,2 % der abgegebenen Stimmen.
Nachdem es Mário Soares, dem Parteivorsitzenden der bei den Parlamentswahlen siegreichen Sozialisten, gelungen war, eine parlamentarische Mehrheit für eine von der PS getragene Minderheitsregierung zu verhandeln, trat de Azevedo zurück und übergab sein Mandat an die erste demokratisch-legitimierte Regierung seit der Nelkenrevolution. Später war er für ein Jahr Vorsitzender der Christdemokratischen Partei Portugals.